# 青野重貞
青野 重貞（あおの しげさだ、生没年不詳）は、戦国時代の武将。通称藤左衛門。本多重貞とも。
本多正信の兄 。

## 略歴
本多俊正の子として生まれる。永禄6年（1563年）の三河一向一揆では家康率いる鎮圧軍側に加わった。
後に青野八左衛門の養子となり青野姓を名乗った。重貞の娘は石川信定に嫁ぎ、石川丈山をもうけた。